# Garden City South
Garden City South és una concentració de població designada pel cens dels Estats Units a l'estat de Nova York. Segons el cens del 2000 tenia 3.974 habitants.

## Demografia
Segons el cens del 2000, Garden City South tenia 3.974 habitants, 1.399 habitatges, i 1.088 famílies. La densitat de població era de 3.742,4 habitants per km².
Dels 1.399 habitatges en un 30,1% hi vivien nens de menys de 18 anys, en un 64,1% hi vivien parelles casades, en un 10,3% dones solteres, i en un 22,2% no eren unitats familiars. En el 18% dels habitatges hi vivien persones soles l'11,2% de les quals corresponia a persones de 65 anys o més que vivien soles. El nombre mitjà de persones vivint en cada habitatge era de 2,84 i el nombre mitjà de persones que vivien en cada família era de 3,24.
Per edats la població es repartia de la següent manera: un 22,3% tenia menys de 18 anys, un 6,7% entre 18 i 24, un 29,2% entre 25 i 44, un 22,8% de 45 a 60 i un 19,1% 65 anys o més.
L'edat mediana era de 40 anys. Per cada 100 dones de 18 o més anys hi havia 87,7 homes.
La renda mediana per habitatge era de 73.482 $ i la renda mediana per família de 84.045 $. Els homes tenien una renda mediana de 51.928 $ mentre que les dones 41.786 $. La renda per capita de la població era de 30.321 $. Entorn del 4,4% de les famílies i el 6% de la població estaven per davall del llindar de pobresa.